# نذير مقناش
نذير مقناش (مواليد 21 فبراير 1965) (بالفرنسية: Nadir Moknèche)‏ هو مخرج أفلام، وكاتب سيناريو فرنسي جزائري، ولد في باريس.

## وصلات خارجية
- نذير مقناش على موقع IMDb (الإنجليزية)
- نذير مقناش على موقع قاعدة بيانات الأفلام العربية
- نذير مقناش على موقع ألو سيني (الفرنسية)
- نذير مقناش على موقع أول موفي (الإنجليزية)
- نذير مقناش على موقع قاعدة بيانات الفيلم (الإنجليزية)
- نذير مقناش على موقع كينوبويسك (الروسية)